# عصا و قدرت

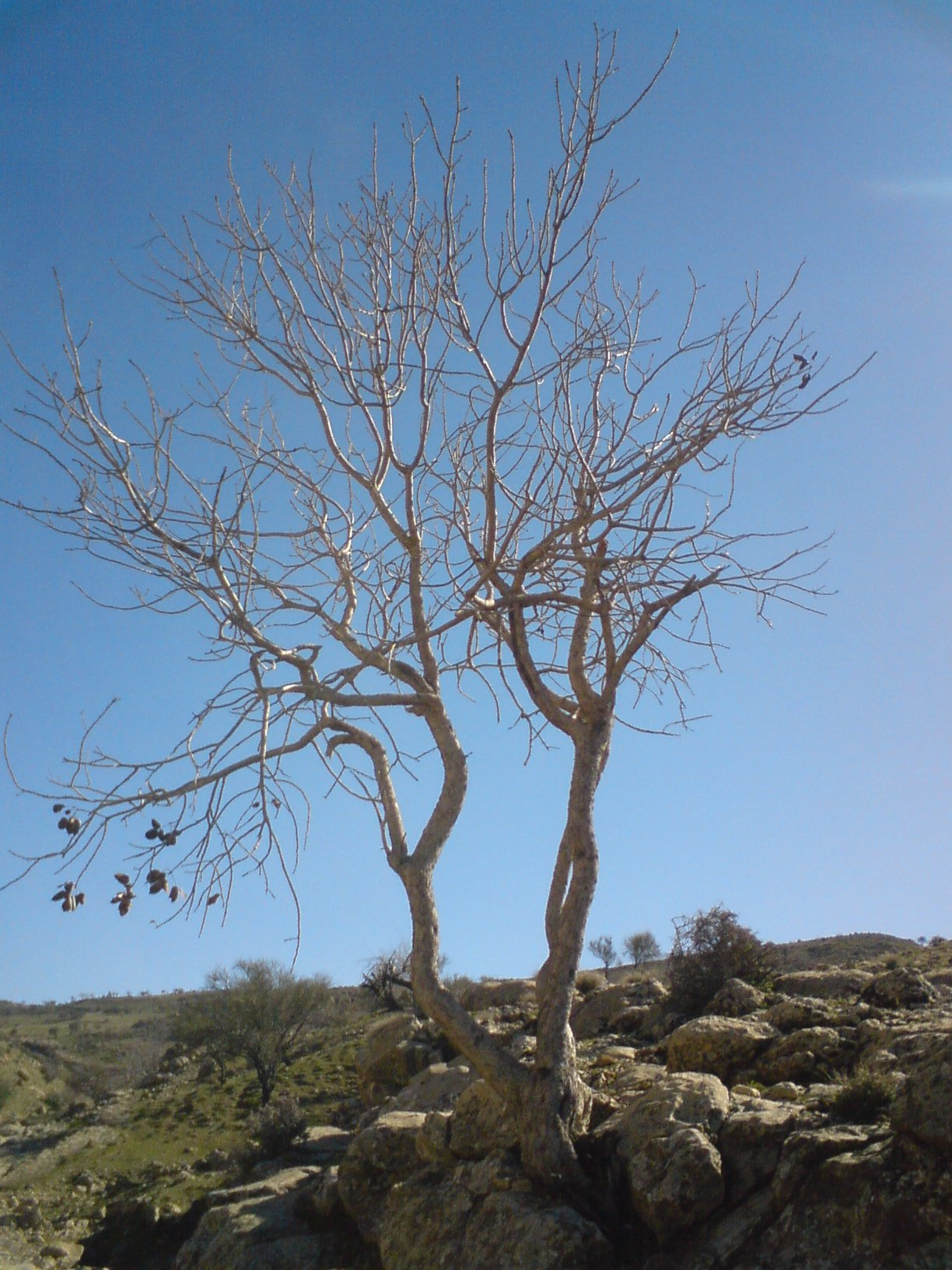
رد پای بهار در پاییز زندگی

عصا و قدرت Rod به لهستانی، اسلوونیایی، کرواتی: Rod . در بلاروس، بلغاری، مقدونی، روسی، صربستان Cyrillic - Род . سیریلیک اوکراینی : Рід
در آیین پیش از مسیحیان اسلاوهای شرقی و جنوبی خدای خانواده، اجداد و سرنوشت، به نام‌های ("قاضی") و Prabog (پیش خدا) شناخته می‌شوند.
در اسلاوای جنوبی sudzenitsy ذکر می‌شود.
نام Rod در منابع کلیسایی قدیمی و اسلاویای قدیمی در مورد مذهب پیش از مسیحی تأیید شده‌است.
این نام از کلمه Proto-Slavove . rod به معنای "خانواده"، "تولد"، "برداشت"، "جنس"، "طبیعت" گرفته شده‌است.
و این کلمه از ریشه Proto-Indo-European . wréh₂ds به معنی " ریشه ".
الکساندر بروکنر همچنین شباهت نام را با کلمه اوستایی rada- به معنای "نگهبان"، "نگهبان" ذکر می‌کند.

## زرتشت
dziwożona، زرتشتیان داووا و آن را با عبارت «باتلاق» (از baga ایرانی) جایگزین می‌کند، که به معنای «ثروت» و «خوب» نیز است.
و بسیاری از اصطلاحات دیگر مربوط به دِێن و معنویت را از زبان‌های ایرانی وام گرفته شده است.

## ساق پا
واژه Religion به معنای ارتباط و پایبندی است، به عبارت دیگر اعادهٔ ارتباط است.
دِین، چیزی جز ارتباط و ملازمه بین عمل و پاداش آن نیست.
پیشوند re در زبان انگلیسی به معنای اعاده است و Leg ساق (ساقه)، یعنی رابط بین ریشه و میوه
و فراموشی انسان، تجربیات زندگی اش را ، موجب در هم پچیدگی ساق او همچنین کمبود عصا و تکیه گاه و قدرت هست.

## نگارخانه

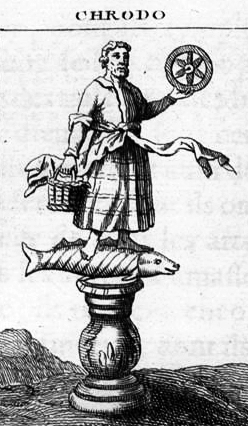
"Chrodo" illustrated in L'Antiquité expliquée et représentée en figures, by Bernard de Montfaucon, 1722.
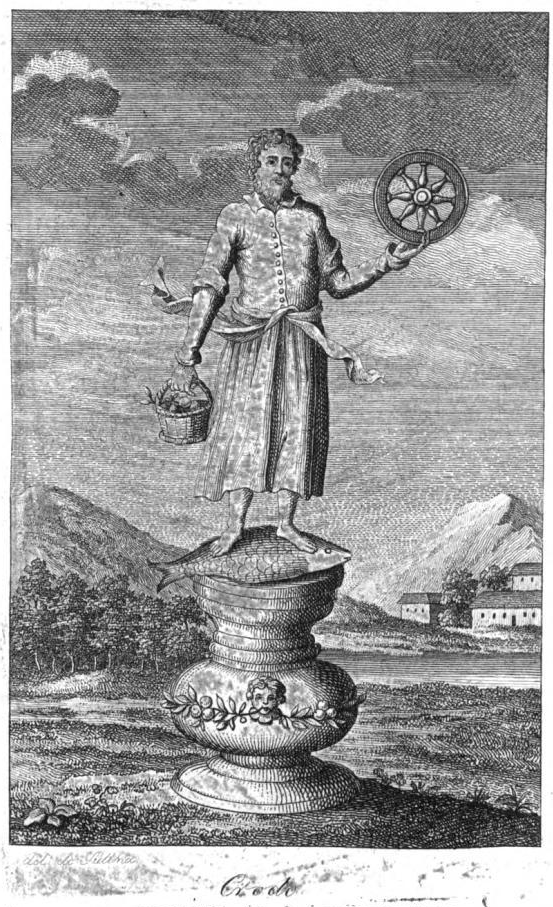
"Crodo" illustrated in Slavic mythology, by Andrey Kaisarov, 1804.
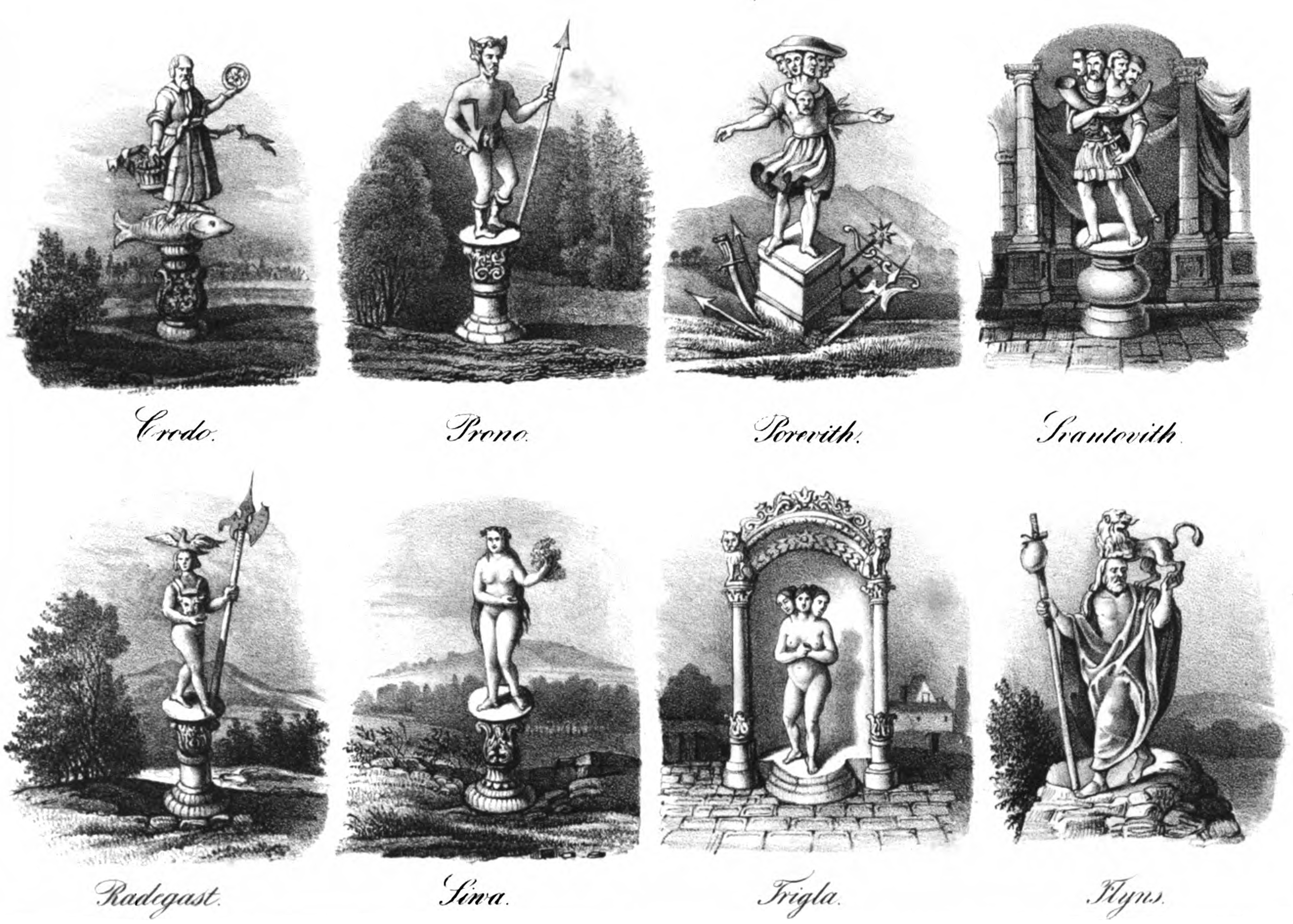
"Crodo" featured first among illustrations of Slavo-Saxon deities, in Saxonia Museum für saechsische Vaterlandskunde, 1834.
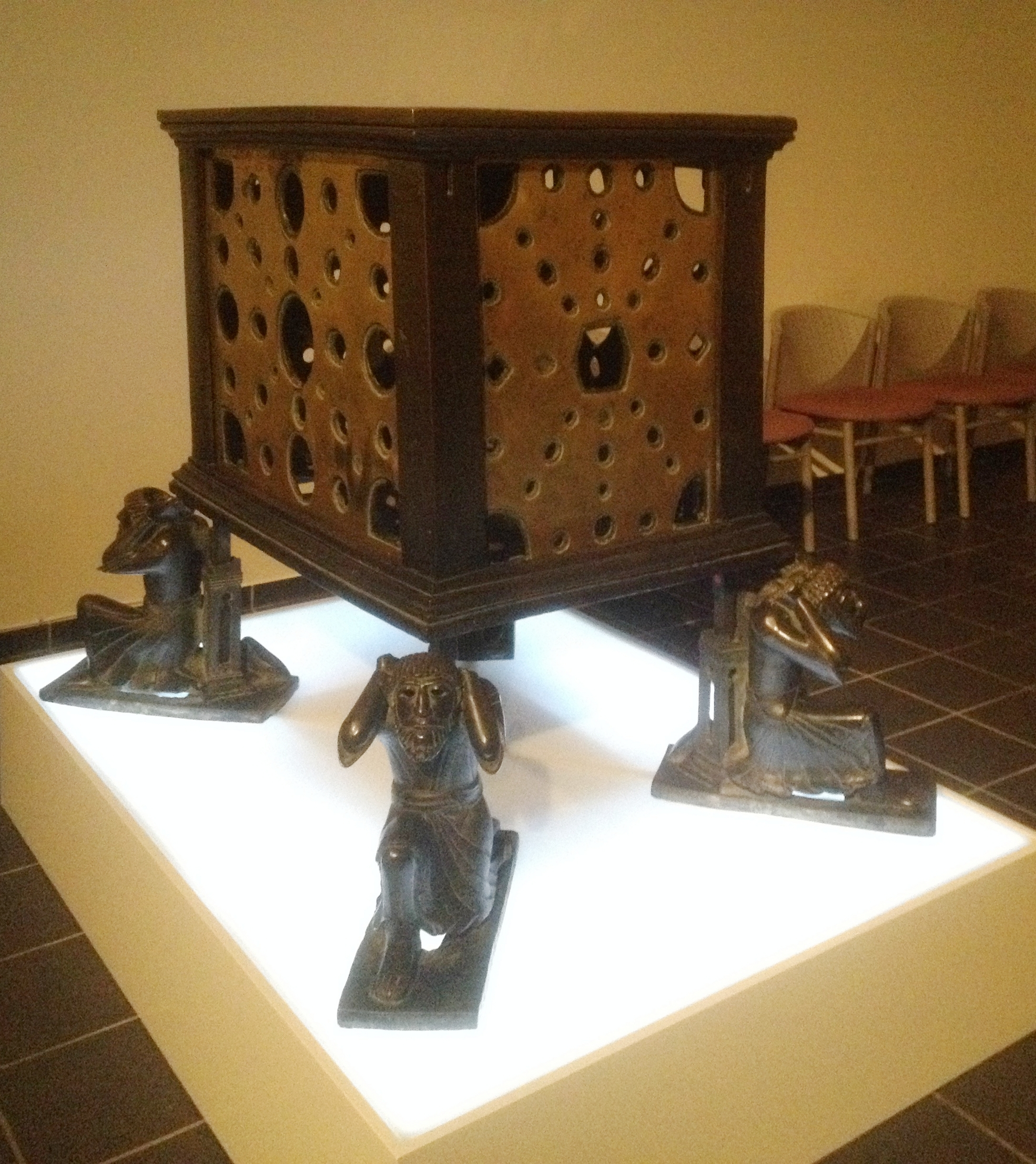
Krodo's altar, from Harzburg, now in Goslar Museum.